# Philibert Bouttats

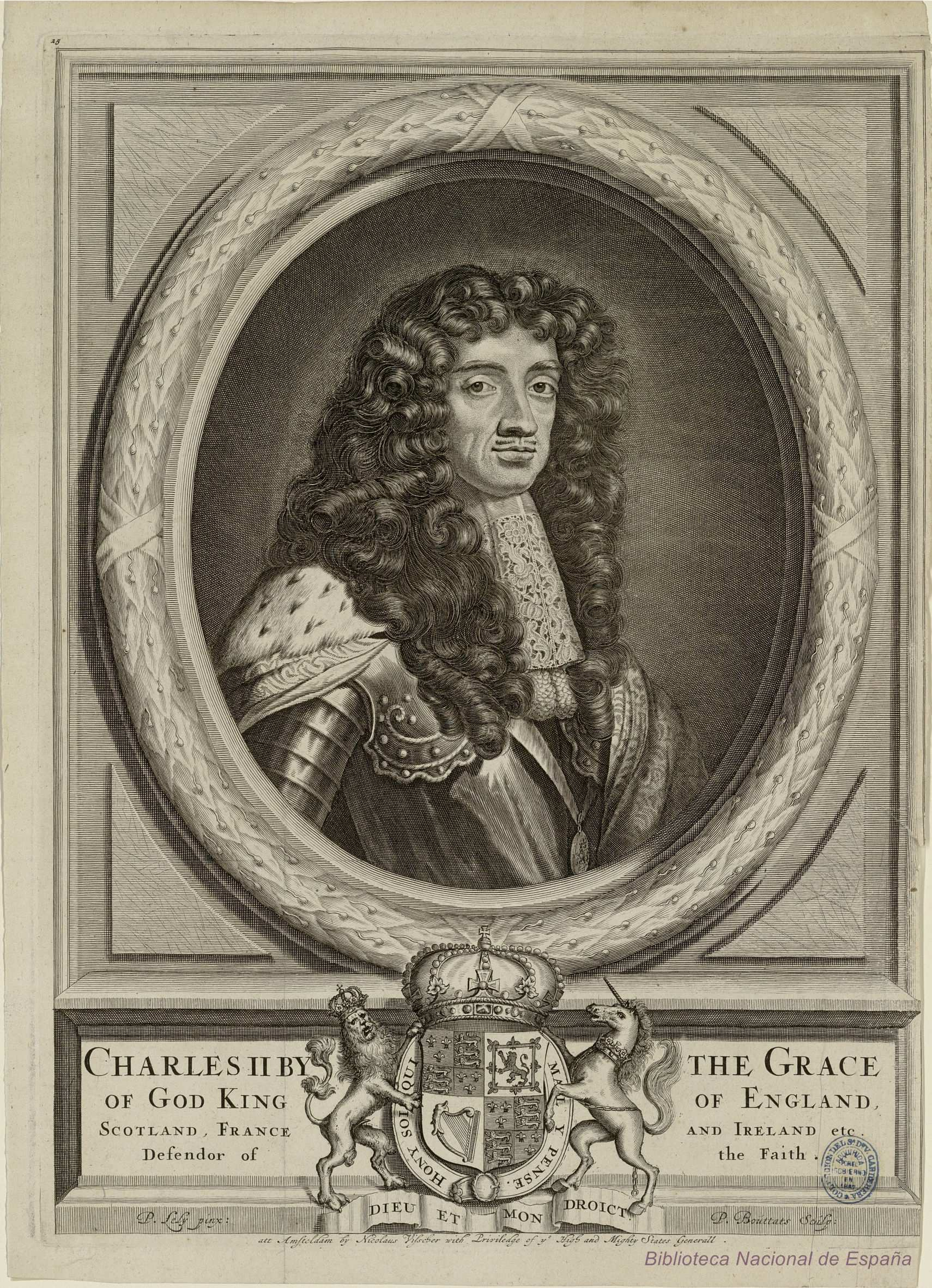
Carlos II de Inglaterra, Escocia e Irlanda, grabado de Philibert Bouttats por pintura de Peter Lely. Biblioteca Nacional de España.

Philibert Bouttats I (Amberes, 1650/1663-hacia 1722) fue un dibujante y grabador flamenco.
La existencia de al menos dos grabadores de este nombre, padre e hijo, miembros de una familia de artistas de Amberes, y la escasez y discontinuidad de los datos documentales, hacen muy difícil deslindar lo que corresponde a cada uno de ellos. Se sabe que un Philibert Bouttats contrajo matrimonio con Johanna Frits a la edad de 24 años en Ámsterdam, el 2 de julio de 1678. Por otra parte, en el gremio de Amberes consta el registro como maestro de un Philibert Bouttats en 1682. Este, para algunos autores, habría nacido en Amberes el 20 de noviembre de 1663 y sería hijo de Filibert Bouttats (1635-1707) –inscrito en el gremio en 1660– y Catharina van Praet, y vivía aún en 1731. Para el Allgemeines Künstlerlexikon, vol. 13 (1996) como para Edmond De Busscher (1868) se trataría en cambio de un hijo de Frederik Bouttats II, nacido en torno a 1650/1655, y padre del que firma algunos grabados Philibert Bouttats junior. Este último sería además el Bouttats activo en Holanda hacia 1700, nacido en Amberes hacia 1675.
Firmados Phil. o Philibert Bouttats sculpsit se conocen algo más de veinte retratos, entre ellos los del papa Inocencio XI, Luis XIV de Francia, Jan Sobieski rey de Polonia, María Estuardo princesa de Orange, por pintura de David van der Plas y el del rey Carlos II de Inglaterra por pintura de Peter Lely. La calidad de algunos de estos grabados, especialmente el último de los citados y su pareja, el retrato del emperador Leopoldo I, parece justificar que se le haya considerado el mejor burilista de la familia, aunque desigual en el trabajo.
Por otro lado, firmados Philibert[us] Bouttats Júnior, indicaba De Busscher la existencia de un retrato de Maximilien Willebald arrodillado ante una imagen de la Virgen, al que cabe agregar, entre otros, los retratos de busto largo en óvalo de David Knibe, eclesiástico de Leiden, por pintura de Pieter Cornelisz. van Slingelandt, y del jesuita Francisco del Castillo, inspirado por el Espíritu Santo que alienta a su oído, firmado en Amberes sobre dibujo de Jan Sebastiaen Loybos, el que reproduce el mausoleo funerario del papa Urbano VIII, obra de Gian Lorenzo Bernini, o el retrato de cuerpo entero de Guillaume Huymans, esposo de la hija mayor de Cornelis Schut, que figura como autor del dibujo y la invención, con un epigrama fechado en Bruselas en 1647, el tobillo encadenado a la bola de los condenados convertida en globo terráqueo y en las esquinas cuatro tondos con imágenes de las postrimerías.